# Tetanolita borgesalis
Tetanolita borgesalis là một loài bướm đêm thuộc họ Noctuidae. Nó được tìm thấy ở Nam Mỹ, bao gồm the French Antilles và Brasil.